# Malwarebytes (software)
Malwarebytes (anterior Malwarebytes Anti-Malware, abreviat MBAM) este un software anti-malware pentru Microsoft Windows, macOS, Chrome OS, Android și iOS care detectează și elimină programe malware. Dezvoltat de Malwarebytes Corporation, a fost lansat pentru prima dată în ianuarie 2006. Malwarebytes este disponibil într-o versiune gratuită, care permite scanarea și eliminarea manuală a malware-ului, și într-o versiune plătită, care oferă scanări programate, protecție în timp real și un scaner de memorie USB.

## Prezentare generală
Malwarebytes este un instrument anti-malware care scanează și elimină software-ul rău intenționat, inclusiv antivirus fals, firewall fals, adware, spyware și alte amenințări. Malwarebytes efectuează scanarea batch, analizând fișierele pe măsură ce sunt accesate, nu simultan, reducând interferențele cu alte programe anti-malware instalate.
Malwarebytes este disponibil atât în versiune gratuită, cât și în versiune plătită. Versiunea gratuită poate fi pornită de utilizator atunci când dorește, în timp ce versiunea plătită poate efectua scanări programate, poate scana automat fișierele la deschidere, poate bloca adresele IP ale site-urilor web rău intenționate și poate scana doar serviciile, programele și driverele de dispozitiv care sunt în prezent utilizate.
Pe 8 decembrie 2016, Malwarebytes Inc. a lansat versiunea 3.0 pentru publicul larg. Aceasta include protecția împotriva programelor malware, ransomware, exploit-urilor și site-urilor web rău intenționate.

## Vulnerabilități de securitate
Pe data de 2 februarie 2016, Project Zero a descoperit patru vulnerabilități în produsul emblematic Malwarebytes, inclusiv lipsa criptării pe server pentru fișierele de actualizare și lipsa semnării corespunzătoare a încărcăturii utile în datele criptate, ceea ce a permis unui atacator să recompileze încărcătura criptată cu exploit-uri. Malwarebytes a răspuns cu o zi înainte de dezvăluire într-un articol de blog, care detaliază dificultatea extremă în executarea acestor atacuri, precum și dezvăluind că problemele legate de server și criptare au fost rezolvate în câteva zile de la dezvăluirea privată și nu mai existau la momentul în care Project Zero și-a publicat cercetarea.  Malwarebytes a publicat, de asemenea, informații despre cum să protejeze utilizatorii actuali până la lansarea unui patch. Acest eveniment a dus la stabilirea unui program oficial de recompensă pentru erori de către Malwarebytes, care oferă până la 1000 USD, în funcție de gravitate și exploatare.

## Dispute cu IObit
Pe 2 noiembrie 2009, Malwarebytes a acuzat IObit, o companie chineză care oferă produse similare, că a încorporat baza de date Malwarebytes Anti-Malware (și mai multe produse de la alți furnizori, care nu au fost denumite) în software-ul său de securitate IObit Security 360. IObit a negat acuzația și a declarat că baza de date se bazează pe trimiterile utilizatorilor și, uneori, aceleași nume de semnături care sunt în Malwarebytes sunt plasate în rezultate. Ei au spus că nu au avut timp să filtreze numele semnăturilor care sunt similare cu cele din Malwarebytes. IObit a mai declarat că Malwarebytes nu are dovezi convingătoare și a afirmat că bazele de date nu au fost furate. După declarația făcută de IObit, Malwarebytes a răspuns că nu sunt convinși de argumentele acestora. Malwarebytes susține că a transmis notificări de încălcare a DMCA împotriva CNET, Download.com și Majorgeeks pentru a îndepărta software-ul IObit de pe site-urile lor de descărcare. IObit a spus că începând cu versiunea 1.3, baza lor de date a fost actualizată pentru a aborda acuzațiile de furt de proprietate intelectuală făcute anterior de Malwarebytes.

## Recepție
- Preston Gralla de la PC World a scris că „Folosirea Malwarebytes Anti-Malware este simplitatea în sine".[3]
- CNET, în 2008, a citat Malwarebytes ca fiind util împotriva programelor malware MS Antivirus⁠(d)[12] și i-a acordat, de asemenea, Editor's Choice din aprilie 2009, împreună cu alte 25 de aplicații pentru computer.[13][14]
- Mark Gibbs de la Network World a acordat Malwarebytes Anti-Malware 4 stele din 5 în ianuarie 2009 și a scris că "își face treaba și doar lipsa unei explicații detaliate a ceea ce a găsit îl împiedică să obțină 5 din 5".[15]
- PC Magazine a acordat Malwarebytes Anti-Malware 3,5 stele din 5 în mai 2010, spunând că, deși a fost bun la eliminarea programelor malware și scareware, nu a reușit să elimine keylogger-urile și rootkit-urile.[16] Cu toate acestea, versiunea gratuită a primit 4,5 stele din 5 și un premiu Editor's Choice pentru software-ul antivirus gratuit pentru eliminarea viruși doar în 2013-2014.[17]